# Zwei-Ebenen-Utilitarismus
Der Zwei-Ebenen-Utilitarismus ist eine utilitaristische Ethiktheorie, der zufolge moralische Entscheidungen auf einer Reihe moralischer Regeln beruhen sollten, außer in relativ seltenen Fällen, in denen flexibles „kritisches“ moralisches Überdenken angebrachter ist. Die Theorie wurde ursprünglich von Richard M. Hare entwickelt und 1976 erstmals in dem Kapitel Ethische Theorie und Utilitarismus im Buch Utilitarianism and Beyond vorgestellt.
Konsequentialisten glauben, dass eine Handlung richtig ist, wenn sie den bestmöglichen Zustand herbeiführt. Der traditionelle Utilitarismus (Handlungsutilitarismus) betrachtet dies als die Behauptung, dass Menschen versuchen sollten, sicherzustellen, dass ihre Handlungen den positiven Ausgang für empfindungsfähige Wesen maximieren.
Der Zwei-Ebenen-Utilitarismus ist eine Synthese der gegensätzlichen Lehren des Handlungsutilitarismus und des Regelutilitarismus. Der Handlungsutilitarismus besagt, dass die moralisch richtige Handlung stets zum größten Wohlbefinden empfindungsfähiger Wesen erzeugt. Der Regelutilitarismus hingegen geht davon aus, dass die moralisch richtige Handlung im Einklang mit einer moralischen Regel steht, deren allgemeine Einhaltung zum größten Wohlbefinden führen würde. Im Sinne des Zwei-Ebenen-Utilitarismus kann der Handlungsutilitarismus mit der kritischen Ebene des moralischen Denkens verglichen werden, während der Regelutilitarismus mit der intuitiven Ebene verglichen werden kann. Um zu einer moralischen richtigen Entscheidung zu kommen, wird also ein hybrider Entscheidungsprozess angewandt, in welchem im Regelfall ein moralisches Prinzip angewendet wird, wobei jedoch jede Situation ausreichend analysiert wird um gegebenenfalls durch kritisches Denken die utilitaristisch beste Entscheidung zu treffen sofern die Prinzipien auf eine moralische Fragestellung nicht ausreichend anwendbar sind oder Prinzipien gegenseitig im Konflikt stehen. Laut Hare würden die Grundsätze der Stufe 1 – der moralischen Regeln – in der Moralbildung vermittelt oder selbst angeeignet werden.

## Im Kontext des Utilitarismus
Der Utilitarismus ist eine Form der konsequentialistischen Ethiktheorie. Nach solchen Theorien ist nur das Ergebnis einer Handlung moralisch relevant (im Gegensatz zur Deontologie, nach der moralische Handlungen aus Pflichten oder Motiven resultieren).
Die beiden Vorgängertheorien des Zwei-Ebenen-Utilitarismus (ZEU), der Handlungs- und der Regelutilitarismus, stießen auf verschiedene Einwände. So wurde beispielsweise der Regelutilitarismus dafür kritisiert, dass er impliziert, dass ein Individuum in manchen Fällen eine Vorgehensweise verfolgen sollte, die offensichtlich nicht den Nutzen maximiert. Umgekehrt wurde der Handlungsutilitarismus dafür kritisiert, dass er in seinen Berechnungen kein „menschliches Element“ berücksichtigt, d. h., er sei für einen Durchschnittsmenschen manchmal zu schwierig (oder unmöglich).
Als beschreibendes Modell der beiden Ebenen postulierte Hare zwei Extremfälle von Menschen: einen, der „nur“ kritisches moralisches Denken anwendet, und einen, der „nur“ intuitives moralisches Denken anwendet. Den ersten nannte er den ‚Erzengel‘, den zweiten den ‚Proleten‘. Es war nicht Hares Absicht, die gesamte Menschheit in Erzengel oder Proleten aufzuteilen; seiner Theorie zufolge weist jeder Mensch zu unterschiedlichen Zeiten in begrenztem und unterschiedlichem Ausmaß die Eigenschaften beider auf.
- Der Erzengel verfügt über übermenschliche Denkkräfte, übermenschliches Wissen und kennt keine Schwächen. Dieser unvoreingenommene ‚ideale Beobachter‘ wäre in einer ungewohnten Situation in der Lage, alle möglichen Konsequenzen aller möglichen Handlungen sofort zu prüfen, um ein universelles Prinzip zu formulieren, auf dessen Grundlage er über die der Situation entsprechende Handlung entscheiden könnte. Solch eine Person bräuchte keine intuitiven moralischen Regeln, da sie allein durch Vernunft über die richtige Reaktion auf jede mögliche Situation entscheiden könnte.
- Im Gegensatz dazu weist der Prolet diese menschlichen Schwächen in extremem Ausmaß auf. Sie müssen sich ständig auf Intuitionen und fundierte Prima-facie-Prinzipien verlassen, da sie nicht fähig zu kritischem Denken sind. Die intuitiven moralischen Regeln, denen der Prolet folgt, müssen in der ursprünglichen Form des ZEU, wie sie von Hare vorgestellt wurde, einfach und allgemein genug sein,[13] um leicht verstanden und einprägsam sowie schnell und einfach anzuwenden zu sein.

Nachdem man die verschiedenen Arten moralischen Denkens identifiziert hat, besteht der nächste Schritt darin, zu bestimmen, wann man wie ein Erzengel und wann wie ein Prolet denken sollte. Hare identifiziert drei Arten von Situationen, in denen kritisches Denken notwendig ist. Der erste ist, wenn die intuitiven allgemeinen Grundsätze in bestimmten Fällen in Konflikt geraten. Der zweite Fall liegt vor, wenn „obwohl kein Konflikt zwischen den Prinzipien besteht, der Fall jedoch höchst ungewöhnlich ist und die Frage aufwirft, ob die allgemeinen Prinzipien wirklich geeignet sind, ihn zu behandeln“ – also ungewöhnliche Umstände oder Situationen das sonst anwendbare Prinzip unanwendbar machen. Der dritte Fall liegt vor, wenn die Situation die Wahl eines Leitprinzips erfordert.

## Kritik
Neben der Kritik, die allgemein am Utilitarismus geübt wird, gibt es auch einige Kritikpunkte, die speziell am Zwei-Ebenen-Utilitarismus geäußert werden.
Ein Einwand lautet, dass der Zwei-Ebenen-Utilitarismus die Verpflichtung eines Handelnden untergräbt, im Einklang mit seinen moralischen Prinzipien zu handeln. Beispielsweise wird ein Theist seinen Moralkodex befolgen, weil er ihn als auf Gottes Willen beruhend ansieht. Ein Zwei-Ebenen-Utilitarist weiß jedoch, dass seine alltäglichen moralischen Regeln lediglich eine Richtlinie darstellen. Daher ist es unwahrscheinlich, dass ein Verstoß gegen diese Regeln mit dem gleichen Maß an Schuld einhergeht wie bei jemandem, der dieses Handeln grundsätzlich für falsch hält.
David McNaughton argumentiert, dass der Zwei-Ebenen-Utilitarismus, selbst wenn die Prinzipientreue des Handelnden nicht untergraben wird, sein Ziel nicht erreicht, zu zeigen, „wie es nach utilitaristischen Prinzipien eine gute Idee ist, pluralistisch und nicht-konsequentialistisch zu denken und zu schlussfolgern“. Es sei unmöglich, so McNaughton, das eigene Denken so zu unterteilen, wie es die Zwei-Ebenen-Denkweise erfordert – gleichzeitig utilitaristisch zu denken und nicht-utilitaristisch zu handeln. Hares Antwort auf diese Art von Kritik ist, dass er sein eigenes moralisches Denken auf diese Weise betreibe. Daher müsse die Behauptung, diese Art des moralischen Denkens sei unmöglich, falsch sein.
Ein dritter Einwand, der in gewisser Weise mit dem Problem der „Willensschwäche“ zusammenhängt, besteht darin, dass Schwierigkeiten entstehen, wenn man versucht, kritisches Denken vom intuitiven Denken zu trennen.
Sanford S. Levy merkt an, dass wenn die eigenen „Intuitionen“ gut ausgearbeitet sind, bringt es im Allgemeinen mehr Nutzen, ihnen zu folgen, als wenn Menschen versuchen, stets das Prinzip dem Handlungsutilitarismus direkt zu folgen.

## Anwendungen in Ethiktheorie
- In „Essays on Bioethics“ (1993) wendet Hare die Methoden des Zwei-Ebenen-Utilitarismus auf Probleme der Bioethik an, wie z. B. Abtreibung und die Behandlung von Menschen mit psychischen Störungen mittels Verhaltenskontroll-Techniken.[19]

## Angewandte Ethik
Laut Gary Varner sollte sich eine Berufsgemeinschaft gemäß dieser Ethiktheorie fragen ob es Situationen gibt, mit denen Personen die diesen Beruf ausführen normalerweise konfrontiert werden und welche Denk- und Handlungsgewohnheiten für Personen, die mit solchen Situationen konfrontiert werden, von Vorteil wären. Wesley M. Bernhardt argumentiert, der Oberste Gerichtshof solle sich vom zwei-Ebenen Utilitarismus leiten lassen und wie ein „Erzengel“ agieren, es sei denn, Fairness und substanzielle Gerechtigkeit gebieten ihm, nach dem „Prolet“-Muster zu entscheiden.